# Boska komedia
Boska komedia (wł. Divina Commedia) – poemat włoskiego poety Dantego Alighieri, napisany w latach 1307–1321. Boska komedia jest syntezą średniowiecznej myśli filozoficznej, historycznej, teologicznej oraz panoramą świata. Jako arcydzieło literatury włoskiej, należy do klasyki światowej i wywarła znaczny wpływ na kulturę europejską.
Pierwsze wydanie drukiem Boskiej komedii, w języku włoskim, wyszło w 1472 r. we włoskim Foligno z warsztatu pochodzącego z Moguncji typografa Johannesa Numeistra.
Poemat przedstawia wizję wędrówki poety przez zaświaty – Piekło, Czyściec i Raj. Pomysł wędrówki w zaświaty (zwany katabazą) Dante zaczerpnął od swoich poprzedników – motyw ten pojawia się w literaturze starożytnego Rzymu (bezpośrednią inspiracją Dantego była Eneida Wergiliusza) jak i literaturze okresu średniowiecza. Dante rozwinął ten motyw w obszerny poemat, czyniąc samego siebie głównym bohaterem, chociaż należy mieć świadomość, że w poemacie mamy do czynienia z dwoma wcieleniami Dantego – po pierwsze bohatera, który wędruje po zaświatach, po drugie narratora, który z perspektywy czasu opowiada historię swojej wędrówki.
Wedle wyznania samego autora w zbiorze poezji Życie Nowe, napisał on Boską komedię po to, aby oddać hołd swojej zmarłej ukochanej, Beatrycze, aby pokazać światu ogromną miłość, jaką żywi do niej. Kolejną motywacją było pragnienie wskazania ludzkości drogi do odrzucenia występnego życia. A zatem jest to motywacja moralistyczno–religijna, typowa dla średniowiecza: pędząc żywot wygnańca Dante żywił przekonanie, że ludzkość zbłądziła. Być może chciał odstraszyć ludzi od grzechów wizjami okropnych kar, jakie czekają ich po śmierci w Piekle oraz zachęcić do cnotliwego życia przez ukazanie wizji Raju jako miejsca wiecznego szczęścia.

## Kwestia przynależności do epok literackich

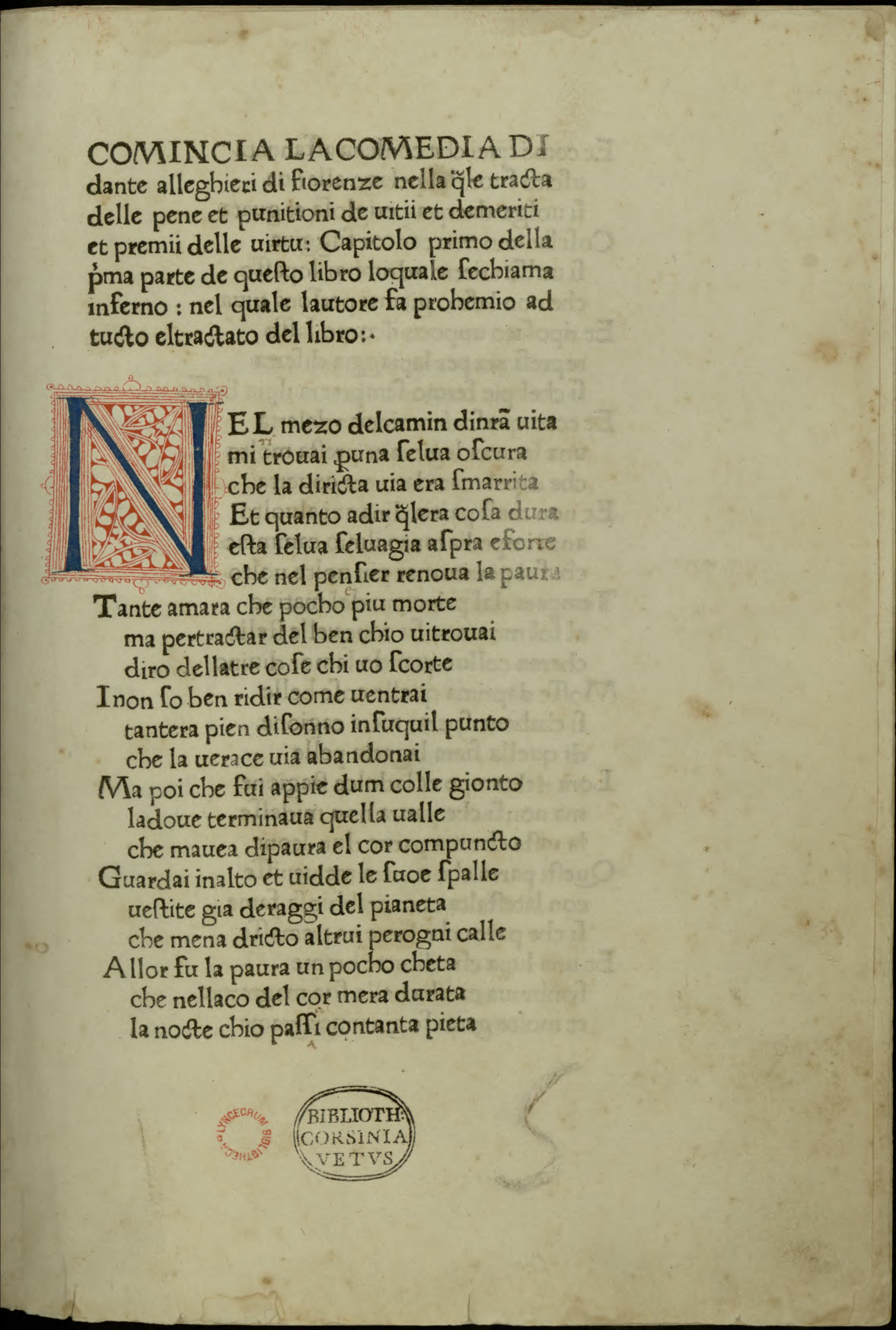
Comencia la Comedia, 1472

Zasadniczo, Boska komedia jest utworem wybitnie średniowiecznym, przedstawiającym ówczesną summę wiedzy i wizję świata.
O przynależności do średniowiecza świadczy:
1. data powstania,
2. filozofia teocentryczna
3. alegoryczność i symbolika
4. magia liczb
5. nawiązanie do Apokalipsy i innych ksiąg biblijnych.

Niemniej Boska komedia swoimi treściami i cechami zapowiada nadchodzącą epokę renesansu. Do takich cech możemy zaliczyć:
1. rezygnację z anonimowości, autor podpisał swoje dzieło – chociaż znamy z nazwiska wielu twórców literatury średniowiecznej
2. świeckość autora – w średniowieczu pisali głównie duchowni, choć nie tylko
3. indywidualizm odczuwania – bohater nieraz współczuje potępionym
4. użycie języka narodowego – chociaż po włosku pisano już w XIII wieku (por: Szkoła sycylijska)
5. nawiązanie do poezji antycznej, przedstawienie Wergiliusza jako najwyższego autorytetu w sprawach wiedzy
6. zaangażowanie w życie polityczne i obywatelskie.

## Budowa utworu
Boska komedia jest tryptykiem – składa się z trzech ksiąg (cantiche), każdą część tworzą 33 pieśni (wł. canti) (co daje 99 pieśni, a wraz z pieśnią wstępną – 100), zaś każda z nich pisana jest tercyną – strofą trzywersową. Liczba 3, kluczowa dla budowy utworu, jest symbolem Trójcy Świętej (łac. Trinitas), a liczba 100 (10²) symbolizuje doskonałość (łac. idealitas).
Każdą z ksiąg Boskiej komedii zamyka słowo gwiazdy (wł. stelle).

## Treść
Tematem dzieła jest wędrówka alter ego Dantego po zaświatach, która stanowi alegorię ludzkiego życia. Wizja świata pozagrobowego jest jednocześnie krytyką świata doczesnego. Po trzech częściach zaświatów poetę oprowadzają: Wergiliusz (symbol rozumu), zmarła Beatrycze (ukochana Dantego, alegoria miłości) oraz święty Bernard z Clairvaux. Podróż trwa trzy dni i trzy noce, począwszy od Wielkiego Piątku do Wielkanocy roku 1300.
Na początku utworu, kiedy będący „w życia wędrówce, na połowie czasu” poeta znajduje się w głębi ciemnej puszczy. Za połowę życia Dante uważa 35 lat, co stwierdza w Biesiadzie (IV, 23), jest to zgodne zarówno z tym co mówią Psalmy (Ps 90, 10), jak i Arystoteles. Powrót uniemożliwiają mu trzy bestie: lew (alegoria pychy), pantera (rozwiązłość), wilczyca (chciwość). Także ciemny las jest alegorią duszy zagubionej w mroku grzechu. Zrozpaczonemu Dantemu ukazuje się Wergiliusz, który ofiarowuje mu się jako przewodnika przez zaświaty, gdyż jest to jedyna droga, którą może on opuścić puszczę.

### Piekło

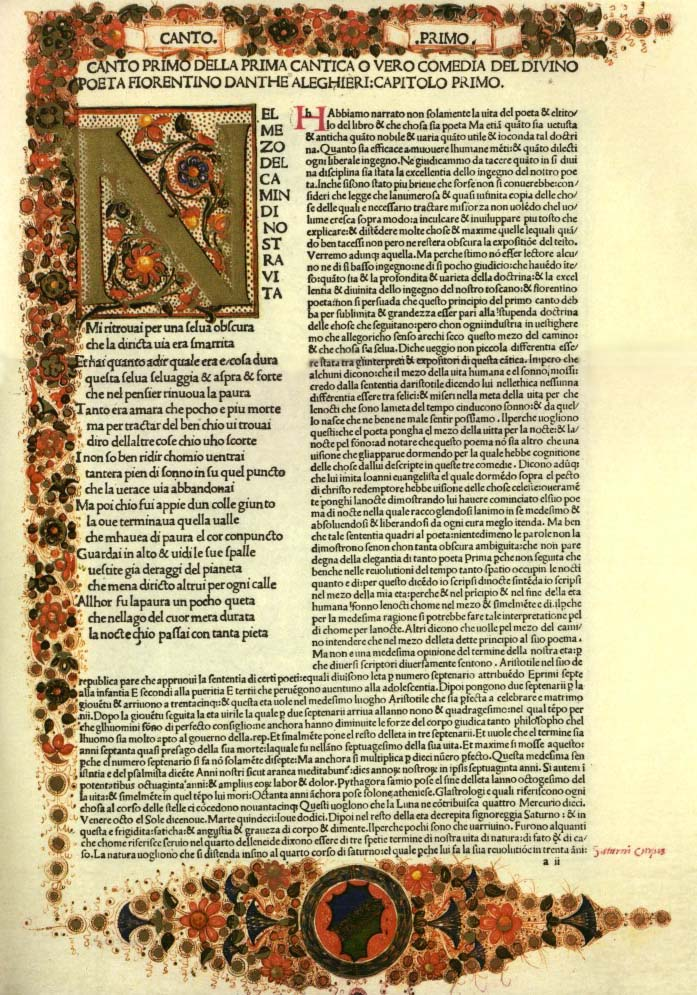
Część pierwsza: Piekło

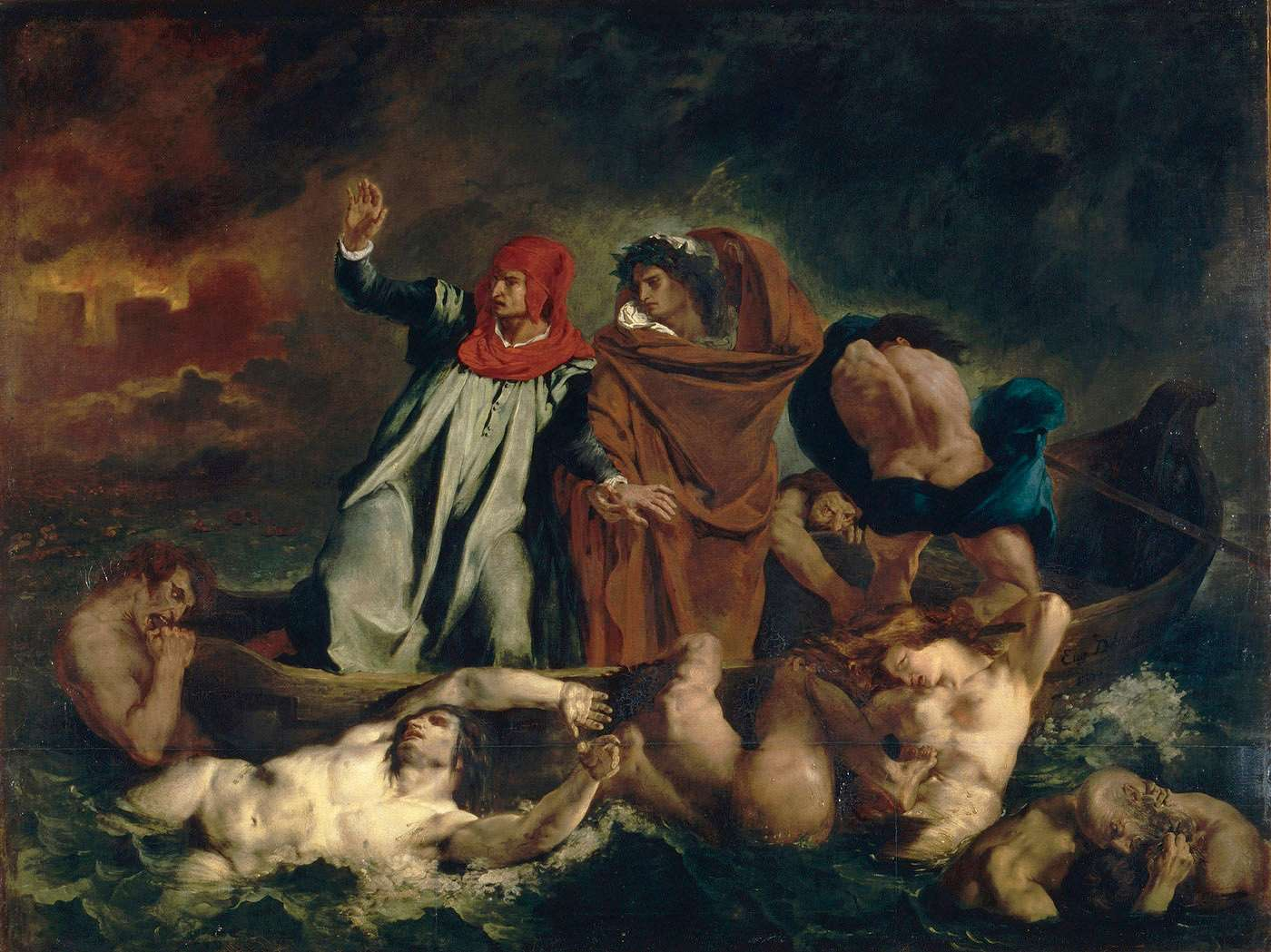
Barka Dantego, Eugène Delacroix, 1822

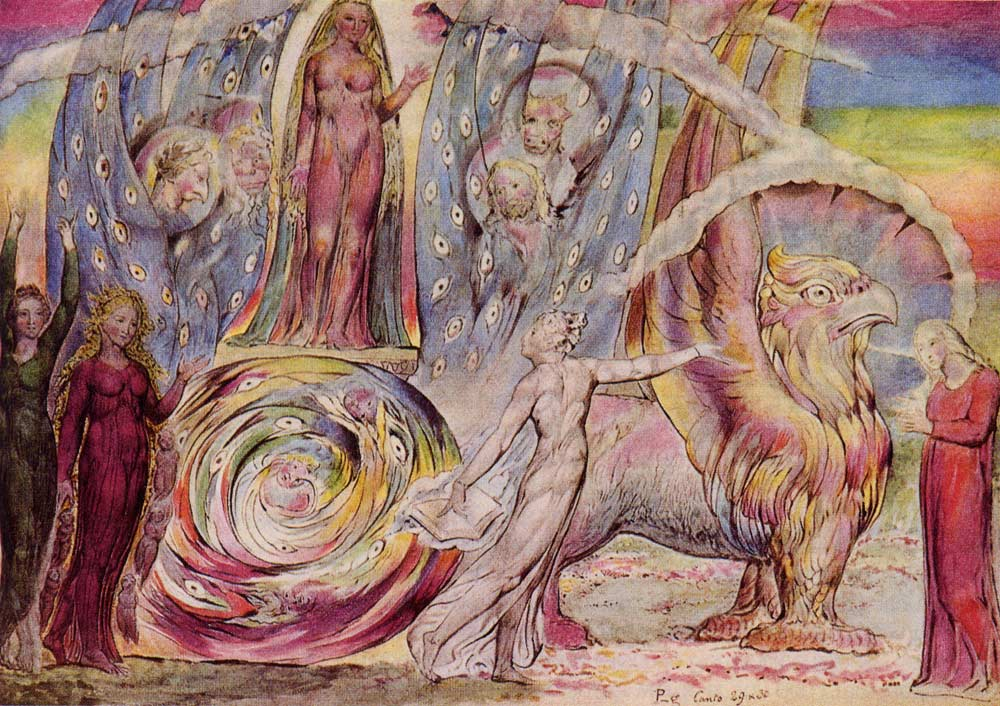
Rozmowa Dantego i Beatrycze, William Blake

Wergiliusz oprowadza Dantego po piekle. Ma ono kształt gigantycznego, składającego się z dziewięciu kręgów stożka zwężającego się ku dołowi; na każdym kręgu piekielnym osadzeni są coraz więksi grzesznicy, a na samym dnie jest Lucyfer. Nad bramą piekła widnieje złowieszczy napis:

Lasciate ogni speranza, voi ch'entrate

Porzućcie wszelką nadzieję, wy, którzy wchodzicie

Już w Pieśni III poeta zawarł przejmujący ogólny obraz owej krainy potępienia:

Dłoń mi na dłoni położył i lice

Ukazał jasne, duchem natchnął śmiałem,

Po czym wprowadził w głębin tajemnice.

Stamtąd westchnienia, płacz, lament chorałem

Biły o próżni bezgwiezdnej tajniki.

Więc, już na progu stając, zapłakałem.

Okropne gwary, przeliczne języki,

Jęk bólu, wycia, to ostre, to bledsze,

I rąk klaskania, i gniewu okrzyki

Czyniły wrzawę, na czarne powietrze

Lecącą wiru wieczystymi skręty,

Jak piasek, gdy się z huraganem zetrze

Część ta obfituje w szczegółowe opisy przeróżnych okropności (słynne sceny dantejskie), takie jak motyw toczenia cieniów przez plugawe robactwo:

Nędznym, co w świecie żyli nieżywotnie,

Rój os i przykra kąsa ciało mszyca;

Jęczą, gdy ból im do żywego dotnie.

Od tych ukąszeń krew tryska na lica,

Którą u stóp ich łzami napojoną

Kłąb glist natrętnych kałduny nasyca.

Czy też rzeki wrzącej krwi:

W dół spojrzyj: oto krwi rzeka już bliska,

Gdzie w kotłujące zanurzon jest piany,

Kto gwałtem bliźnich na ziemi uciska.

Za bramą piekła znajduje się Przedpiekle – miejsce przeznaczone dla gnuśnych, którym za życia równie obojętne było i dobro, i zło. Wśród nich Dante spotyka postać, która skaziła się „wielką odmową”, mógł to być Celestyn V, który zrezygnował z urzędu papieża, torując drogę Bonifacemu, który doprowadził do wygnania Dantego lub Poncjusz Piłat. Za Acherontem, przez który Charon przewozi dusze, zaczynają się kręgi piekielne, które mają następującą strukturę:
- Krąg I (Pieśń IV) – Limbo, znajdują się tu dusze dzieci nieochrzczonych oraz ludzi dobrych i sprawiedliwych, którzy nie zostali ochrzczeni. Nie doznają oni cierpienia, lecz nieustannie towarzyszy im uczucie tęsknoty. Wśród nich znajdują się cnotliwi poganie, mistrz poetów Homer, ludzie pióra: Horacy, Owidiusz, filozofowie: Sokrates, Platon, Arystoteles, Awicenna, Awerroes, Juliusz Cezar, a także bohaterowie mityczni: Hektor i Eneasz. Wszyscy oni są wykluczeni z Nieba tylko dlatego, że nie poznali Jezusa Chrystusa.
- Krąg II (Pieśń V) – pod strażą Minosa znajdują się dusze ludzi, którzy nie potrafili zapanować nad zmysłami. Tutaj Dante spotyka Dydonę, Kleopatrę, Semiramidę, Achillesa, Tristana oraz parę kochanków Paolo Malatestę i Franceskę da Rimini. Ich historia była inspiracją dla wielu następców Dantego. W całym Piekle kary potępieńców związane są z grzechami przez nich popełnionymi na zasadzie contrapasso, tj. podobieństwa lub przeciwieństwa. Targanych przez zmysły za życia po śmierci targa wichura.
- Krąg III (Pieśń VI) – pod strażą Cerbera, są ci, którzy nie znali umiaru w jedzeniu i piciu.
- Krąg IV (Pieśń VII) – skąpcy i rozrzutnicy są tu strzeżeni przez Plutona – uosobienie gniewu.
- Krąg V (Pieśń VII–VIII) – znajduje się za krwawą rzeką Styks, przez którą przeprawia Flegiasz. Dante spotyka tu potępionych za gniew, zazdrośników, ludzi leniwych i pesymistów.
- Krąg VI (Pieśń IX–XI) – dusze heretyków leżą tu w płonących grobach, wśród nich znajdują się między innymi Epikur i cesarz Fryderyk II, oskarżani w średniowieczu o zaprzeczanie idei istnienia duszy.
- Krąg VII (Pieśń XII–XVII) – należy do piekła dolnego. Przebywają w nim dusze gwałtowników wobec bliźnich, siebie samych i przeciw Bogu, naturze oraz sztuce. Do pierwszej kategorii należą, strzeżeni przez Minotaura tyrani, jak np. Dionizjos I z Syrakuz i mordercy, pływają oni w rzece gorącej krwi – Flegetonie. W drugim jarze tego kręgu są szarpani przez harpie, zamienieni w drzewa, samobójcy. W trzecim jarze ognisty deszcz pada na bluźnierców przeciwko Bogu. Podobna kara spotyka gwałtowników, lichwiarzy, sodomitów (w ostatniej grupie jest znany literat włoski i nauczyciel Dantego, Brunetto Latini).
- Krąg VIII (Pieśń XVII–XXX) – miejsce strzeżone przez potwora Geriona, zwane Złymi Dołami, dzieli się na 10 czeluści. Rezydują tu i cierpią rozmaite męki stręczyciele, uwodziciele i pochlebcy, symonici (także papież Mikołaj III), wróżbici, oszuści, hipokryci, złodzieje, fałszywi doradcy, mąciciele i siewcy niezgody oraz fałszerze. W ósmej czeluści spotyka Dante m.in. żądnego wiedzy Ulissesa (Odyseusza), a także Mahometa.

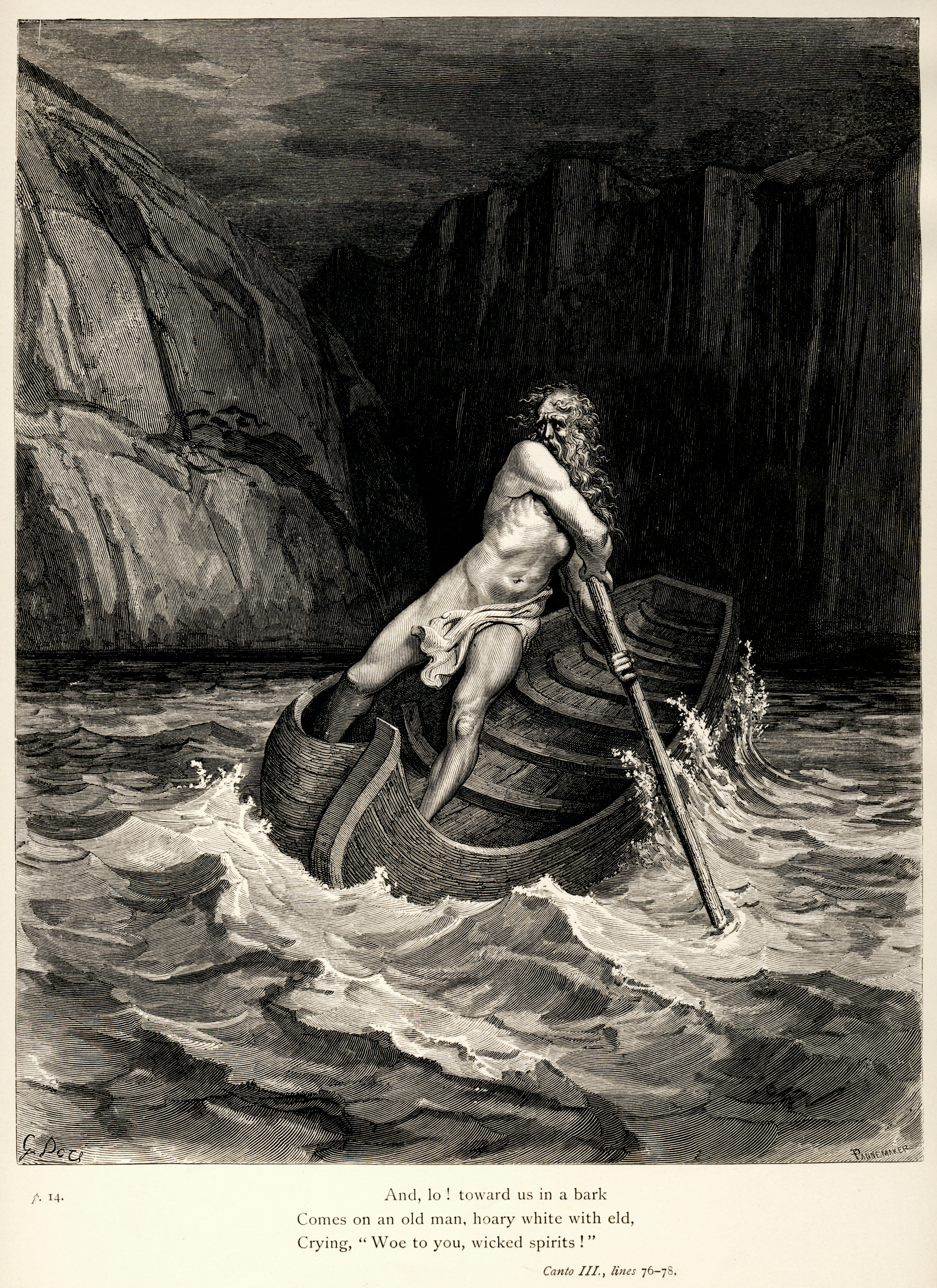
Gustave Doré, Charon w piekle

- Krąg IX (Pieśń XXXII–XXXIV) – jest wielką, strzeżoną przez Gigantów studnią. Dzieli się na cztery strefy. Pierwsza jest przeznaczona dla zdrajców bliskich, druga dla zdrajców ojczyzny. Jest wśród nich hrabia Ugolino, którego historia należy do najbardziej znanych fragmentów poematu. W trzeciej strefie leżą pod lodem ci, którzy zawiedli zaufanie swych gości. W ostatniej, na dnie piekła w towarzystwie odrażającego Lucyfera cierpią zatopieni w lodowym jeziorze o nazwie Kocyt zdrajcy swych dobroczyńców – Judasz – zdrajca Jezusa, oraz Brutus i Kasjusz – zdrajcy Cezara:

Z ust każdych sterczał grzesznik i jak pęki

Trawy w miętlicy na miazgę był tarty:

Te jednocześnie trzej cierpieli męki.

Skazaniec przedni, nie dość że w zażartej

Tkwił paszczy, szarpan Disowymi szpony,

Raz po raz łypał ze skóry obdarty.

Rzecze Mistrz: „Zbrodzień najsrożej męczony,

Dowiedz się, Judasz jest Iskariota;

Wewnątrz ma głowę, na zewnątrz nóg trzony.

### Czyściec
Jest wzniesieniem położonym na antypodach Jerozolimy, po tarasach którego pną się pokutujące dusze. Stopnie Czyśćca odpowiadają porządkowi grzechów – za najcięższe pokutuje się na najniższych tarasach góry czyśćcowej, na której szczycie znajduje się Raj Ziemski. Dante wędruje na wierzchołek Czyśćca, gdzie opuszcza go Wergiliusz. Dusze, które nie zasługują na raj, ponieważ nie dotrzymały przysiąg i umów, będą tu przebywać do momentu odkupienia swojej winy.

### Raj
Po Raju oprowadza poetę jego ukochana – Beatrycze oraz Bernard z Clairvaux. Raj składa się ze sfer niebieskich, na które składają się kolejne nieba, poczynając od Ziemi:
1. niebo Księżyca, w którym przebywają dusze ludzi, którzy nie wypełnili swoich ślubów,
2. niebo Merkurego, w którym przebywają dobroczyńcy,
3. niebo Wenus, w którym przebywają ludzie miłujący,
4. niebo Słońca, w którym Dante spotyka uczonych, na przykład św. Tomasza z Akwinu,
5. niebo Marsa, które tworzą bojownicy za wiarę,
6. niebo Jowisza, w którym Dante spotyka dusze ludzi sprawiedliwych,
7. niebo Saturna, w którym przebywają dusze ludzi kontemplatywnych,
8. niebo gwiazd stałych, w którym znajdują się dusze ludzi, którzy odkupili swoje grzechy męką Jezusa Chrystusa,
9. Primum Mobile.

Dalej znajduje się Empireum i siedziba Boga w kształcie białej róży.
Nieba planetarne uporządkowane są w kolejności siedmiu cnót, poczynając od kardynalnych (moralnych), kończąc zaś na wierze, nadziei i miłości (boskie).
Część Raj kończy modlitwa św. Bernarda do Matki Boskiej o wyjednanie Dantemu u Boga łaski, aby mógł Go zobaczyć. Prośba zostaje spełniona – poeta w olśnieniu dostrzega boską esencję.

## Boska komediaw Polsce
W Polsce Boska komedia znana była od XV wieku, około roku 1470 Jan Długosz pisząc IX księgę swej kroniki, pod rokiem 1321 wspomniał o śmierci Dantego:

Poeta florencki Dante Aligheri umiera na wygnaniu w Rawennie w 56 roku życia. Ten po ogłoszeniu swego znakomitego, napisanego w rodzinnym włoskim języku dzieła, w którym bardzo ciekawie opisuje niebo, piekło i czyściec, wprowadzając bohaterów cnotliwych i zbrodniarzy, uchodził we Włoszech za godnego pamięci i sławnego.

Jest to pierwsze świadectwo recepcji Boskiej komedii w Polsce. Wcześniej, w roku 1415, Paweł Włodkowic podczas soboru w Konstancji powołał się w swym wystąpieniu na inne dzieło Dantego O monarchii, nie wspomniał jednak ani słowem o poemacie, wobec czego nie można zakładać, że go znał. W 1611 roku w Rakowie ukazał się przekład na łacinę, jako część większej całości, 23 wersów z XXIV Pieśni Raju, była to pierwsza próba tłumaczenia Dantego w Polsce. Szersze zainteresowanie Boską komedią pojawia się w czasie Oświecenia, fragmenty dzieła tłumaczył Ignacy Krasicki, a Adam Jerzy Czartoryski wzorował się na podróży Dantego przez piekło, konstruując wizję podróży przez upadłą Polskę w Bardzie Polskim.
Prawdziwy zachwyt nad Dantem nastąpił jednak w epoce romantyzmu. Ukazało się wiele przekładów pojedynczych pieśni, wśród nich przekład części Pieśni III oraz całych XXXII i XXXIII Piekła pióra Adama Mickiewicza, opublikowanych pod wspólnym tytułem Ugolino w 1829 roku. Podobno w 1804 roku pełnego przekładu dzieła dokonał Franciszek Wigma, jednakże nie zyskał on aprobaty Warszawskiego Towarzystwa Przyjaciół Nauk i nigdy się nie ukazał. Na to trzeba było czekać do 1860 roku, gdy ukazało się tłumaczenie pióra Juliana Korsaka, dziesięć lat później ukazała nowe tłumaczenie Antoniego Stanisławskiego, zaś w 1906 roku Edwarda Porębowicza. Tłumaczenia utworu podjęli się również Jan Maria Michał Kowalski, Alina Świderska, Tomasz Łubieński oraz Agnieszka Kuciak.
W 2021 roku ukazało się kolejne tłumaczenie autorstwa Jarosława Mikołajewskiego.

## Inspiracje w kulturze

### Gry
- Seria gier Devil May Cry zapoczątkowana w 2001[8];
- Gra Dante’s Inferno z 2010[9];
- Gra Ultrakill z 2020[10];
- Gra Limbus Company z 2023[11].

### Kinematografia
- Film Piekło Dantego: Epicka animacja z 2010[12];
- Serial animowany Po drugiej stronie muru zapoczątkowany w 2014[13];
- Serial Chilling Adventures of Sabrina zapoczątkowany w 2018[14].

### Książki
- Dramat Nie-Boska komedia Zygmunta Krasińskiego z 1833[15];
- Opowiadanie Kara większa Marka S. Huberatha z 1991[16];
- Seria książek Trylogia husycka Andrzeja Sapkowskiego zapoczątkowana w 2001[17];
- Książka Klub Dantego Matthew Pearla z 2003[18];
- Powieść Dziesiąty krąg Jodi Picoult z 2006[19];
- Książka Inferno Dana Browna z 2013 i film na jej podstawie Inferno z 2016[20].

### Muzyka
- Utwór muzyczny Epitafium dla Włodzimierza Wysockiego Jacka Kaczmarskiego z 1982[21];
- Album Triodante polskiej grupy muzycznej Armia z 1994[22];
- Utwór muzyczny Dante’s Inferno zespołu Iced Earth z albumu Burnt Offerings z 1995[23];
- Album Dante XXI brazylijskiej grupy muzycznej Sepultura z 2006[24];
- Album The Inferno Micka Kenneya wydany pod pseudonimem Professor Fate w 2007[25].

### Teatr
- Spektakl Teatru Wierszalin Boska komedia z 2012[26];

## Wpływ na wersyfikację europejską
Boska komedia przyczyniła się do rozpowszechnienia w literaturze europejskiej użytej w niej tercyny. Spowodowała też nadanie tej formie określonego zabarwienia znaczeniowego. Teresa Kostkiewiczowa pisze wprost o nobilitacji tercyny przez Dantego. Odtąd tercyna jest tworzywem utworów poważnych czy wręcz tragicznych. Adam Asnyk wykorzystał ją w poemacie Sen Grobów, opatrzonym skądinąd mottem z Piekła, natomiast Jan Kasprowicz użył jej w polskiej Mesjadzie Chrystus. Poza tym słoweński poeta
France Prešeren zastosował ją we wstępie do swojego pisanego oktawą poematu Chrzest nad Sawicą.